# Akt obnovení Ukrajinského státu

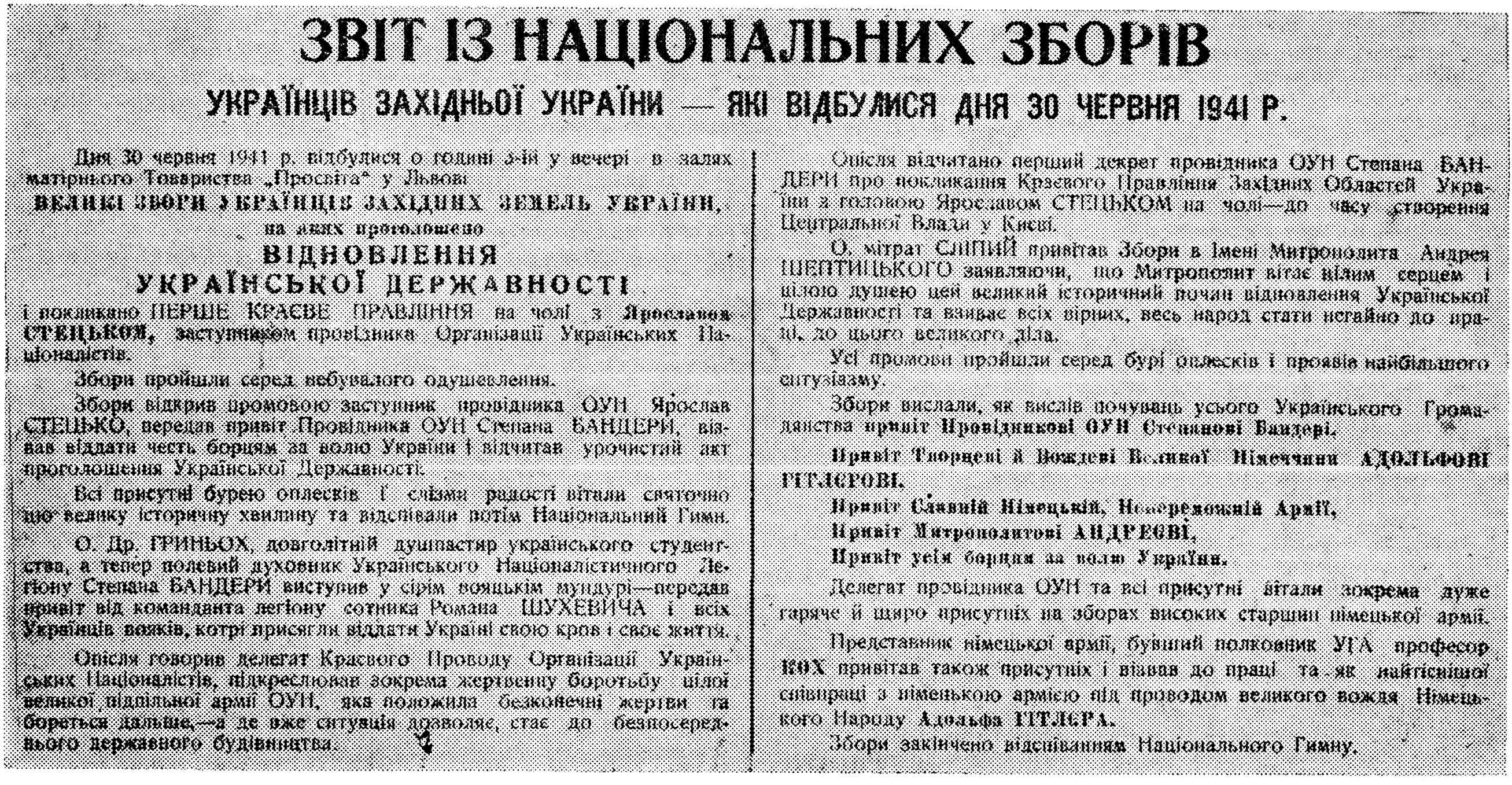
Článek “Samostatná Ukrajina,” kterým byl akt potvrzen.

Akt obnovení Ukrajinského státu nebo také Akt vyhlášení Ukrajinského státu se odehrál dne 30. června 1941, kdy představitelé ukrajinské inteligence v nacisty okupovaném Lvově vyhlásili obnovení ukrajinského státu a vytvoření vlády v čele s Jaroslavem Steckem. Stecko byl následně dne 5. července společně se Stepanem Banderou a dalšími téměř třemi stovkami členů Organizace ukrajinských nacionalistů zatčen gestapem.

## Text

##### Akt obnovení Ukrajinského státu
1. Z vůle ukrajinského lidu vyhlašuje Organizace ukrajinských nacionalistů pod vedením Stepana Bandery vznik ukrajinského státu, za který položily své hlavy celé generace nejlepších synů Ukrajiny.
Organizace ukrajinských nacionalistů, která pod vedením svého zakladatele a vůdce Jevhena Konovalce sváděla v posledních deseti letech krvavý boj s moskevsko-bolševickými zotročovateli v energickém boji za svobodu, vyzývá všechen ukrajinský lid, aby neskládal zbraně, dokud nebudou všechny ukrajinské země sjednoceny do suverénní ukrajinské vlády.
Suverénní ukrajinská vláda zajistí ukrajinskému lidu pořádek, jednostranný rozvoj všech jeho energií a všech jeho potřeb.
2. V západních zemích Ukrajiny je vytvořena ukrajinská vláda, která je podřízena ukrajinské národní vládě, jež bude vytvořena v hlavním městě Ukrajiny - Kyjevě.
3. Nově vzniklý ukrajinský stát bude úzce spolupracovat s nacionálně-socialistickou Velkogermánskou říší pod vedením jejího vůdce Adolfa Hitlera, které vytváří nový řád v Evropě a ve světě a pomáhá ukrajinskému lidu vymanit se z moskevské okupace.
Ukrajinská lidová revoluční armáda, která vznikla na ukrajinském území, bude i nadále bojovat se spojeneckou německou armádou proti moskevské okupaci za suverénní a jednotný stát a nový řád v celém světě.
Ať žije ukrajinská, svrchovaná, jednotná Ukrajina! Ať žije Organizace ukrajinských nacionalistů! Ať žije vůdce Organizace ukrajinských nacionalistů a ukrajinského lidu - STEPAN BANDERA.
SLÁVA UKRAJINĚ!